# Apamea rorulenta
Apamea rorulenta là một loài bướm đêm trong họ Noctuidae.